# 森成寿
森　成寿（もり　なりとし、1966年8月23日 - ）は、和歌山県出身の、日本の柔道選手である。階級は95kg超級。現役時代は身長182cm。体重135kg。

## 経歴
和歌山北高校2年の時に高校選手権の準々決勝で世田谷学園高校と対戦すると、チームメイトで191cm、130kgの岡野誠が71kg級の小兵選手である古賀稔彦に投げられてチームは5位に終わった。3年の時には金鷲旗の準々決勝で世田谷学園高校と再び対戦すると、大将戦で森が古賀に一本負けを喫して5位にとどまった。インターハイの団体戦では3位に入った。1985年に近畿大学へ進学すると、3年の時から2年連続して1年後輩の竹村典久や山崎茂樹などとともに活躍して優勝大会で3位となった。4年の時には全日本選手権に初出場を果たすと、日大の金野潤や前年2位だった大阪府警の元谷金次郎といった実力者を僅差の判定ながら破るなど予想外の活躍で準決勝まで進むが、国士舘大学教員の斉藤仁に横四方固で敗れたものの3位入賞を果たした。
体重無差別で争われる全日本学生選手権では準決勝で世界チャンピオンである明治大学3年の小川直也に大外刈で敗れて3位だった。正力国際の団体戦では優勝した。1989年には北信越柔整専門学校の所属となった。

## 戦績
- 1984年 -　高校選手権　団体戦　5位
- 1984年 -　金鷲旗　5位
- 1984年 -　インターハイ　団体戦　3位
- 1987年 -　優勝大会　3位
- 1988年 -　全日本選手権　3位
- 1988年 -　優勝大会　3位
- 1989年 -　全日本学生選手権　3位(無差別)
- 1989年 -　正力国際　団体戦　優勝

(出典、JudoInside.com)。